# Prosper Cornesse

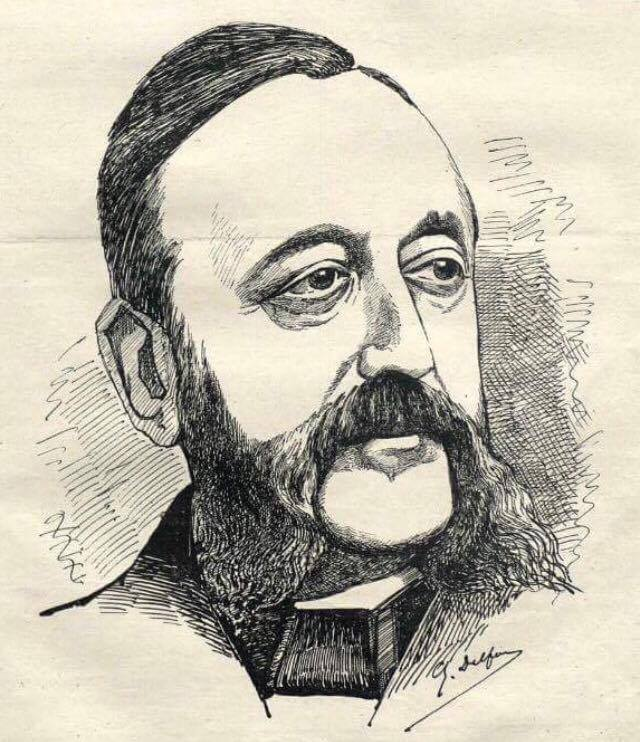
Prosper Cornesse

Prosper Marie Henri Laurent Cornesse (Stavelot, 10 augustus 1829 - Messancy, 18 juni 1889) was een Belgisch volksvertegenwoordiger en minister.

## Levensloop
Cornesse was een zoon van gemeenteontvanger Guillaume Cornesse en van Marie Santkin. Hij trouwde met Jeanne Waleffe.
Hij promoveerde tot doctor in de rechten aan de Universiteit Luik (1854) en vestigde zich als advocaat in Luik (1854-1889). Hij was stafhouder in 1879-1880.  
Van 1864 tot 1868 was hij provincieraadslid voor Luik. Hij werd in 1870 verkozen tot volksvertegenwoordiger in het arrondissement Verviers voor de Katholieke Partij. Hij oefende dit mandaat uit tot in 1874. Hij werd praktisch onmiddellijk minister van Justitie: van 14 juni 1870 tot 9 juni 1874.
Hij werd in 1878 opnieuw tot volksvertegenwoordiger verkozen, ditmaal voor het arrondissement Maaseik. Hij bleef het mandaat vervullen tot in juni 1889. Bij zijn dood werd de Nederlandsonkundige en landbouw-ongevoelige volksvertegenwoordiger, onder druk van de lokale politici opgevolgd door Joris Helleputte, die hiermee zijn briljante carrière aanving.